# AKB滿載 ～THE BEST MUSIC VIDEO～
《AKB滿載 ～THE BEST MUSIC VIDEO～》（日語：AKBがいっぱい ～ザ・ベスト・ミュージックビデオ～）是日本女子偶像組合AKB48第二套音樂影片集，由AKS於2011年6月24日發行。

## 概要
音樂影片集分別推出DVD和藍光的格式，版本則分為初期版和普通版。初期版附有寫真集和一張生寫真，普通版則附有抽獎券，有機會額外獲得DVD影像和海報，名額分別是40,000和8,000人。在TSUTAYA RECORDS所有和部分TOWER RECORDS、HMV、新星堂、wonderGOO和山野樂器店舖購買音樂影片集的話將會贈送墊板，在日本其他唱片店購買的話則贈送文件夾，在AKB48的專門店購買則額外贈送一張生寫真。由2011年6月20日至28日，AKB48在109百貨的牆身輪流展示各成員在音樂影片集的造型。6月24日，AKB48在SHIBUYA TSUTAYA舉行發售紀念記者會。

## 反應
音樂影片集在發售首週登上Oricon公信榜DVD第一位，以20.9萬銷量取代安室奈美惠的《namie amuro BEST FICTION TOUR 2008-2009》成為女藝人首週銷量最高的音樂影片集，在藍光公信榜也憑9.3萬銷量成為冠軍，成為歷來首週銷量最高的藍光。音樂影片集在緊接的一週也取得週榜冠軍，以6.6萬銷量達成兩連冠，累績銷量超過27.5萬張，取代倉木麻衣的《FIRST CUT》成為歷來女藝人銷量最高的DVD。音樂影片集在發售三週後，在Oricon公信榜銷量突破30萬，這是歷來首次有女藝人的音樂影片集能夠賣出超過30萬張。7月27日，音樂影片集的累積銷量達32.4萬張，取代倖田來未的《secret～FIRST CLASS LIMITED LIVE～》成為女藝人銷量最高的DVD。

## 音樂影片
| - 《Baby! Baby! Baby!》 - 《大聲鑽石》 - 《10年櫻》 - 《驚喜之淚！》 - 《Maybe是藉口》 - Maybe是藉口 - 無法飛翔的鳳蝶 - 《RIVER》 - RIVER - 因為喜歡你 - 飛機雲 - 《櫻花印記》 - 櫻花印記 - 真假搖滾 - 遠距離海報 - Choose me! | - 《馬尾與髮圈》 - 馬尾與髮圈 - 被偷了的唇 - 我的YELL - 馬路須加學園頂尖藍調 - 《無限重播》 - 無限重播 - 淚之Sea Saw Game - 蔬菜姊妹 - Lucky Seven - 《Beginner》 - Beginner - 專屬於我的Value - 關於你 - 哭泣的場所 | - 《機會的順序》 - 機會的順序 - 預約的耶誕節 - 與核桃對話 - ALIVE - 愛的跳躍 - 《變成櫻花樹》 - 變成櫻花樹 - 偶然的十字路 - 距親吻100英里 - K區域 - 《心之羽根》 - 《因為有你在》 |